# Sämjedelning
Sämjedelning är enligt svensk fastighetsrätt detsamma som en privat fastighetsbildning. Jordabalken förbjuder sämjedelning, men sådana genomförda före 1 juli 1962 är fortfarande gällande. 